# 王廷 (弘治進士)
王廷（1459年—？），字惟極，直隸永平府遷安縣人，軍籍，明朝政治人物。

## 生平
順天府鄉試第五十五名舉人。弘治六年（1493年）中式癸丑科會試第二百六十一名，三甲第七十七名進士。八年四月除兵科給事中，十四年三月陞山西僉事，丁憂服闋，十七年十一月復除山東佥事。

## 家族
曾祖王俊；祖父王璽；父王倫，母申氏；繼母霍氏。